# IK Ogbonna
Ikechukwu Mitchel Ogbonna, conocido profesionalmente como IK Ogbonna, es un modelo, director y actor de cine y televisión nigeriano.

## Biografía
Ogbonna asistió a la Universidad de Jos, donde obtuvo una licenciatura en Sociología. Debutó como actor de Nollywood en 2013, protagonizando Love Lorn producida por Rukky Sanda.

## Filmografía
- Ghana Must Go (2016)
- Hire a Man (2017)
- Pebbles of Love (2017)
- Excess luggage (2017)
- Disguise (2018)
- The Washerman (2018)
- SHOWBIZ (2019)
- Unroyal (2020)
- Soft Work (2020)

## Premios y nominaciones
Fue nominado a los premios City People Movie como mejor actor del año 2018, y ganador de los premios Milo de Bellas Artes, Cynosure Actor más prometedor de Nigeria en los City People Entertainment Awards, y Mejor acto nuevo para ver, Africa Magic Viewers Choice Awards